# Rue-David Military Cemetery
Rue-David Military Cemetery is een Britse militaire begraafplaats met gesneuvelden uit de Eerste Wereldoorlog, gelegen in de Franse gemeente Fleurbaix in het departement Pas-de-Calais. De begraafplaats ligt twee kilometer ten zuidoosten van het centrum van Fleurbaix langs de Rue David, een straat tussen de gehuchten La Croix Maréchal en La Boutillerie. De begraafplaats werd ontworpen door Herbert Baker en wordt onderhouden door de Commonwealth War Graves Commission. Het terrein heeft een lange rechthoekige vorm met een oppervlakte van ongeveer 3.620 m² en is omgeven door een natuurstenen muur. Centraal vooraan in de toegang staat het Cross of Sacrifice en centraal achteraan de Stone of Remembrance.
Er rusten 907 gesneuvelden, waarvan 429 niet geïdentificeerd konden worden.

## Geschiedenis
De begraafplaats werd in december 1914 door de 2nd Royal Scots Fusiliers gestart en bleef tot december 1917 in gebruik. Op het eind van de oorlog telde de begraafplaats zo'n 220 graven, maar daarna werd ze nog uitgebreid met graven uit de omgeving van Aubers en Fromelles en uit ontruimde begraafplaatsen. Er werden graven overgebracht uit Abbey Wall Cemetery bij het voormalige kartuizerklooster van La Boutillerie, Croix-Marechal Military Cemetery en Orchards of Smith's Villa in Fleurbaix, Wangerie Post Old Military Cemetery in Laventie, Sainghin-en-Weppes Churchyard en Sainghin-en-Weppes Communal Cemetery in Sainghin-en-Weppes en Pont-de-la-Lys Indian Cemetery in Stegers.
Nu liggen er 472 Britten, 10 Canadezen, 353 Australiërs, 18 Nieuw-Zeelanders, 44 Indiërs en 10 Duitsers begraven. Vier Britten worden herdacht met Special Memorials omdat hun graven niet meer gelokaliseerd konden worden en men aanneemt dat ze zich onder de naamloze graven bevinden. Elf andere worden met een Duhalow Block herdacht omdat hun oorspronkelijke graven in het Abbey Wall Cemetery in La Boutillerie door oorlogsgeweld vernietigd werden.

## Graven

### Onderscheiden militairen
- W.G. Hunt, schutter bij de Rifle Brigade werd onderscheiden met de Distinguished Conduct Medal (DCM).
- korporaal George Cauper Dick van de Australian Infantry, A.I.F. en soldaat Edgar Lewis van het Welsh Regiment ontvingen de Military Medal (MM).

### Minderjarige militair
- Lawrence E. Booth, soldaat bij de Duke of Wellington's (West Riding Regiment) was slechts 17 jaar toen hij sneuvelde.

### Alias
- soldaat Harry D. Glassford diende onder het alias Harry Ward bij de Australian Infantry, A.I.F..